# Llista de Creus de Sant Jordi/2014/Persones

#### Persones
Informació actualitzada per un bot. Els canvis manuals es perdran quan s'actualitzi!
| Persona                       | Wikidata  | Descripció                                                  | Ocupació                                                                                | Imatge |
| ----------------------------- | --------- | ----------------------------------------------------------- | --------------------------------------------------------------------------------------- | ------ |
| Vicky Peña                    | Q447791   | actriu de teatre, cinema, doblatge i televisió catalana     | actor de teatre actor de cinema director de cinema                                      |        |
| Jaume Cabré i Fabré           | Q614296   | escriptor català                                            | escriptor guionista crític literari professor d'universitat filòleg polític llibretista |        |
| Xavier Benguerel i Godó       | Q1714220  | compositor català                                           | compositor                                                                              |        |
| Suso de Toro Santos           | Q2881513  | escriptor espanyol                                          | escriptor escriptor de literatura infantil                                              |        |
| José Manuel Blecua Perdices   | Q3042205  | filòleg espanyol                                            | filòleg professor d'universitat escriptor                                               |        |
| Hilari Raguer i Suñer         | Q9003772  | historiador català                                          | historiador                                                                             |        |
| Sergi Schaaff i Casals        | Q11703754 | realitzador i director de televisió català                  | director de televisió realitzador de cinema o televisió                                 |        |
| Enric Puig i Jofra            | Q11919343 |                                                             | activista cultural                                                                      |        |
| Joan Josep Guinovart i Cirera | Q11927766 | farmacèutic i bioquímic català                              | farmacèutic químic                                                                      |        |
| Joan Llort i Badies           | Q11927792 |                                                             | rector sacerdot                                                                         |        |
| Ricard Masó i Llunes          | Q11945538 | cartògraf, aparellador, polític i activista cultural català | polític cartògraf aparellador activista cultural professor d'universitat                |        |
| Alegría Borrás i Rodríguez    | Q16163973 | jurista espanyola                                           | jurista                                                                                 |        |
| Aureli Casabona i Bel         | Q16172695 | empresari espanyol                                          | empresari                                                                               |        |
| Enric Crous i Millet          | Q16190158 | empresari espanyol                                          | empresari                                                                               |        |
| Ignasi Marroyo                | Q17033156 | fotògraf català                                             | fotògraf                                                                                |        |
| Macari Gómez Quibus           | Q17094256 | Cartellista de Catalunya                                    | cartellista                                                                             |        |
| Lluís Pagès Marigot           | Q17094273 | Editor de Lleida                                            | editor                                                                                  |        |
| Joana Biarnés i Florensa      | Q17147977 | fotògrafa, fotoperiodista i reportera gràfica catalana      | fotògraf fotoperiodista                                                                 |        |
| Lluís Martí i Bosch           | Q17169819 | activista espanyol                                          | activista                                                                               |        |
| Josep Maria Martí i Martí     | Q17302030 | periodista i professor universitari català                  | periodista professor d'universitat                                                      |        |
| Francesc Panyella i Farreras  | Q19290916 | activista cultural i polític català                         | activista cultural activista polític professor de català                                |        |
| Joan Montanyès i Martínez     | Q19299939 | actor i pallasso                                            | actor realitzador pallasso humorista                                                    |        |
| Josep Maria Busquets i Galera | Q19300465 | promotor cultural català                                    | activista cultural                                                                      |        |
| Josep Maria Sala i Xampeny    | Q19300538 | metge espanyol                                              | metge                                                                                   |        |
| Rosa Gratacós i Masanella     | Q19301780 | pedagoga espanyola                                          | pedagog                                                                                 |        |
| Rosa Maria Oriol Porta        | Q19301783 | empresària catalana                                         | empresari joier                                                                         |        |
| Mercè Riera Manté             | Q20005916 |                                                             |                                                                                         |        |